# Kurmageri
Kurmageri (engelsk dating) er det at potentielle kærester gør kur til hinanden. Det kan gøres via et eller flere uformelle eller formelle stævnemøder. Andre ord for kurmageri er kurtisering, bejleri, kæresteri eller parringsleg.
Netdating er kurmageri efter en potentiel kæreste via internettet.

## Stævnemøde
Et stævnemøde (date) er et aftalt møde mellem potentielle kærester eller personer der allerede er kærester. Et stævnemøde kan for eksempel indebære møde på kaffebar, et måltid, fx en middag eller frokost på en restaurant, en tur i biografen, en tur i skoven eller simpelthen et møde i hjemmet.
Ordet date har delvist erstattet "stævnemøde" blandt de yngre generationer. ("Date" kan også bruges i overført betydning, om et personligt møde med en ven eller veninde.)